# Rafał Pierzchała
Rafał Pierzchała – polski matematyk, doktor habilitowany nauk matematycznych. Specjalizuje się w geometrii o-minimalnej, teorii aproksymacji oraz zastosowaniach struktur o-minimalnych w teorii aproksymacji i analizie. Adiunkt Katedry Funkcji Rzeczywistych Instytutu Matematyki Wydziału Matematyki i Informatyki Uniwersytetu Jagiellońskiego.

## Życiorys
Matematykę ukończył na Uniwersytecie Jagiellońskim w 2001, gdzie następnie rozpoczął studia doktoranckie. Stopień doktorski uzyskał w 2005 broniąc pracy pt. Zastosowania geometrii o-minimalnych w teorii aproksymacji (po doktoracie zatrudniony w Instytucie Matematyki UJ). Habilitował się na macierzystej uczelni w 2016 na podstawie oceny dorobku naukowego i cyklu publikacji pt. Zastosowania teorii zbiorów subanalitycznych i definiowalnych do nierówności wielomianowych i aproksymacji wielomianowej.
Swoje prace publikował w takich czasopismach jak m.in. „Annales Polonici Mathematici”, „Advances in Mathematics", „Journal of Mathematical Analysis and Applications”, „Journal of Approximation Theory" oraz „Mathematische Annalen".
Należy do Polskiego Towarzystwa Matematycznego.